# بارنامه
بارنامه (به انگلیسی: Bill of lading) (گاهی به اختصار B/L یا BOL) سندی است که توسط یک حامل (یا نماینده آن) برای تصدیق دریافت محموله جهت ترابرد باری صادر می‌شود. اگرچه اصطلاح بارنامه از نظر تاریخی فقط به حمل از طریق دریا مربوط می‌شود، امروزه ممکن است برای هر نوع حمل و نقل کالا مورد استفاده قرار گیرد. بارنامه یکی از سه سند مهمی است که در بازرگانی بین‌المللی بکار می‌رود تا اطمینان حاصل شود که صادرکنندگان هزینه، و واردکنندگان کالا را دریافت می‌کنند. دو سند دیگر یکی بیمه نامه است و دیگری فاکتور است.

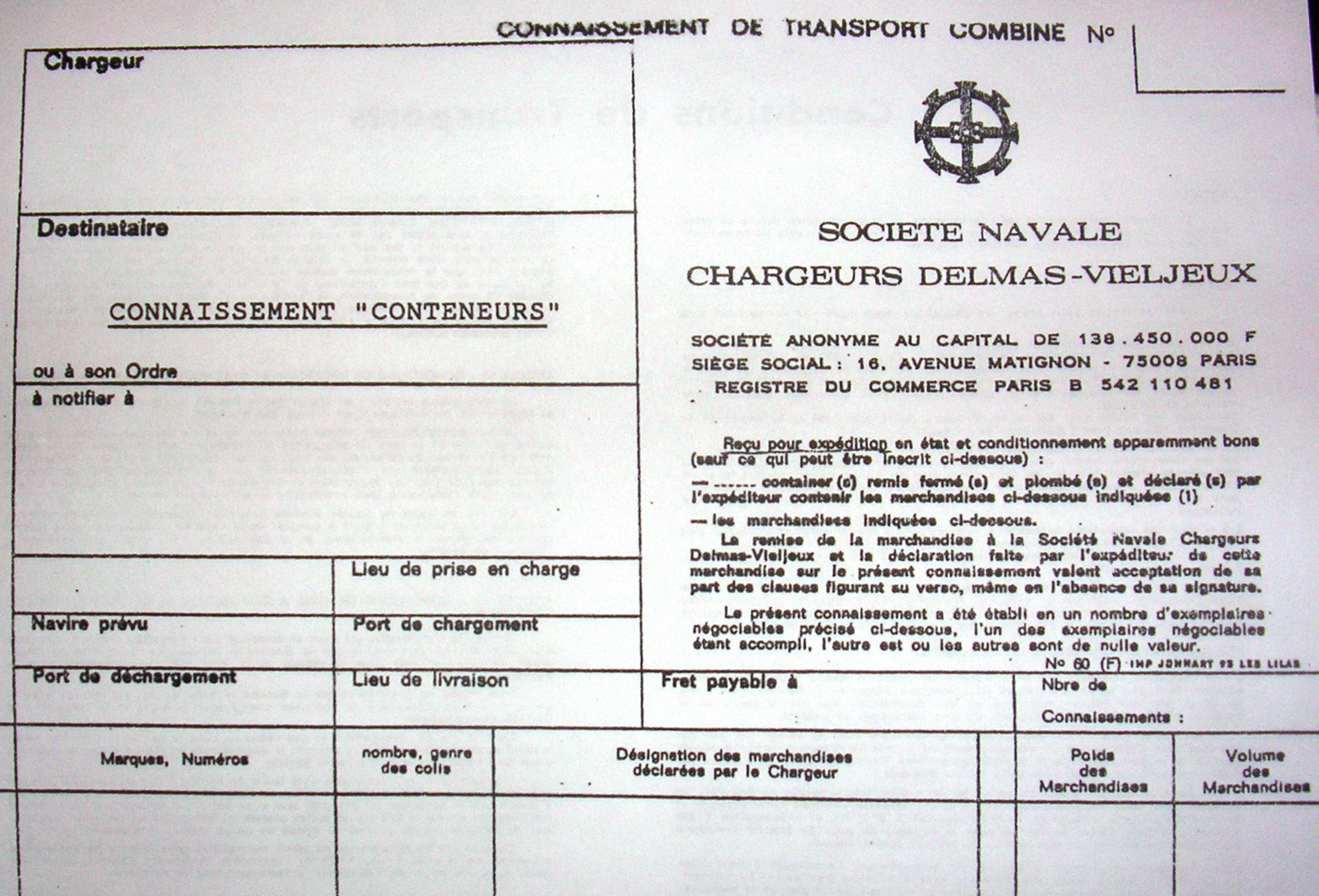
نمونه ای از یک بارنامه

یک بارنامه باید قابل انتقال باشد،  و سه وظیفه اصلی را دارد:
- یک رسید قطعی است، یعنی تصدیق بارگیری کالا. [پ]
- شامل، یا مدرکی برای [ت] شرایط قرارداد حمل و نقل است
- به عنوان سند مالکیت کالا درنظرگرفته می‌شود، برحسب قانون nemo dat.

در معاملات صادراتی معمولی از اصطلاحات اینکوترمز مانندCIF، FOB یا FAS استفاده می‌کنند که صادرکننده/فرستنده را ملزم می‌نماید که کالا را چه در کشتی یا در کنار آن تحویل دهد. با این وجود، خود بارگیری معمولاً توسط حامل یا یک دستگاه حمل و نقل شخص ثالث انجام می‌شود.